# 金田哲
金田 哲（かなだ さとし、1986年〈昭和61年〉2月6日 - ）は、日本のお笑い芸人。お笑いコンビ・はんにゃ.のボケ（一部のネタではツッコミ）担当。吉本興業東京本社所属。東京NSC10期生。愛知県渥美郡田原町（現・田原市）出身。

## 略歴
田原町立田原中部小学校、田原町立田原中学校、愛知県立豊橋工業高等学校繊維科卒業。父は剣道の先生であり、母は書道を嗜む家庭に育つ。きょうだいには姉、弟がいる。小学生の時に志村けん、岡村隆史に影響を受け、芸人を志す。中学に入ると同級生とお笑いコンビ「モンデー」を結成し、文化祭でコントや漫才を披露。
2004年、18歳のころに上京し、NSC（吉本総合芸能学院）東京校に入校。同校に入校した川島章良と意気投合し、お笑いコンビ「はんにゃ」を結成。2005年に吉本興業から「はんにゃ」のメンバーとしてデビュー。同期にはオリエンタルラジオ、フルーツポンチ、トレンディエンジェルなどがいる。
2008年10月公開の映画『フレフレ少女』では俳優としてもデビュー。同映画への出演が、デビューして最初に決まった仕事であった。2013年には、SoftBankモバイル限定のショートムービーで初監督を務めた。
2025年7月22日に自身のYouTubeチャンネルで一般女性と結婚したことを発表。なお、同日に相方の川島は離婚を発表した。

## 人物
身長178cm、体重63kg。剣道三段。高校ではサッカー部に所属し、スケボーにも熱中していた。神社仏閣、歴史好きであり、尊敬する人物は徳川家康、鳥居強右衛門。小学5年生時の自由研究を通じて長篠の戦いに感銘を受ける。座右の銘は「人間万事塞翁が馬」。
高校生の時に映画や洋楽の影響で海外に興味を抱き、ナタリー・ポートマンやアヴリル・ラヴィーンに熱中していた。好きな映画は、『スタンド・バイ・ミー』、『風立ちぬ』、『ローン・サバイバー』、好きなドラマは『マイディアミスター』、好きな漫画は、『からくりサーカス』、『宇宙兄弟』、『キングダム』、『サンクチュアリ』。
アイドル好きでもあり、ももいろクローバーZのファン（通称、モノノフ）、櫻坂46のファン（Buddies）である。
カジノ好きでもあり、2016年時点で貯金が2000万円あることを『じっくり聞いタロウ〜スター近況（秘）報告〜』（テレビ東京系列）で公表していたが、2018年にカジノで大負けして貯金がほとんどゼロになったことを同番組で明かした。

## 作品

### シングル
吉本坂46
- 泣かせてくれよ（2018年12月26日、SRCL-11016） - EAN 4547366384550。
- 今夜はええやん（2019年5月8日、SRCL-11148/9） - EAN 4547366399615。
- イケメン騎士団（2019年5月8日、SRCL-11148/9） - EAN 4547366399615。

## 出演

### バラエティ
- ひるブラ（NHK） - リポーター
- 七人のコント待（2014年1月 - 3月/2014年12月 - 2015年3月、NHKBSプレミアム）- 第5期・第8期レギュラー
- 週末パラダイス（2014年7月 - 、テレビ東京） - レギュラー
- キスマイ超BUSAIKU!?（フジテレビ、2022年5月5日 - 2023年8月）- 「なごや男子」のメンバー

### テレビドラマ
- ブラッディ・マンデイ（TBS、2008年10月11日）
- ブザー・ビート〜崖っぷちのヒーロー〜（2009年7月 - 9月、フジテレビ） - 春日部良夫 役
- ピラメキーノG ざっくり戦士ピラメキッド（2010年4月 - 12月、テレビ東京） - 光山テル / ピラメキッド 役
- 永沢君（2013年4月 - 9月、TBS） - 藤木しげる 役
- アシガール（2017年9月 - 12月、NHK総合） - 天野小平太 役
- 正直不動産 第9話（2022年5月31日、NHK総合） - 小室晃弘 役
- チェイサーゲーム 第1話・第2話・第6話 - 最終話（2022年9月9日・16日・10月14日 - 28日、テレビ東京） - 更木裕一郎 役
  - チェイサーゲームW パワハラ上司は私の元カノ（2024年1月9日 - 2月27日、テレビ東京）[5]
- 大河ドラマ 光る君へ（NHK、2024年） - 藤原斉信 役[6]
- しあわせな結婚（2025年7月17日 - 、テレビ朝日） - 今泉憲資 役[7]

### テレビアニメ
- おじゃる丸（2024年10月19日、NHK Eテレ） -  藤原斉信 役

### 映画
- フレフレ少女（2008年10月11日、松竹） - 北島（ウエイトリフティング部主将） 役
- 劇場版ペンギンの問題 幸せの青い鳥でごペンなさい（2009年9月19日、東宝） - カナダッス 役（声の出演）
- 私の優しくない先輩（2010年7月17日、ファントム・フィルム） - 不破先輩 役（初主演）
- お墓に泊まろう!（2010年8月1日） - 新人ディレクター・今井 役（主演）
- 風俗行ったら人生変わったwww（2013年11月9日、セディック・電通） - ビデオ店員 役
- エキストランド（2017年11月11日、坂下雄一郎監督） - 土田悟 役
- 燃えよ剣（2021年10月15日[8]、東宝/アスミック・エース） - 藤堂平助 役[9]
- ヘルドッグス（2022年9月16日、東映 / ソニー・ピクチャーズ エンタテインメント） - 三神國也 役[10]

### CM
- あきんどスシロー（2009年） - LIVE STAND09のコラボCM
- パルコ（2009年）
- サンガリア氷晶シャーペット（2009）
- カルピス「カルピスウォーター」（2010年） - 川島海荷と共演
- 森永製菓「チョコボール」（2010年）（とんねるずのCMのリメイク版）
- ユーキャン（2010年）
- 城南建設『住宅情報館』（2010）
- 花王『アタック・Neo』（2010）
- 任天堂『毛糸のカービィ(Wii)』（2010）
- バンダイナムコゲームス『ファミリーフィッシング(Wii)』（2011）
- ホーユー ビューティーラボ「ふりふりホイップヘアカラー」（2012年）
- バンダイナムコゲームス『みんなの縁日(NDS)』（2012）
- エスビー食品 濃いシチュー（2013年9月 - ） - ジャルジャルと共演
- サントリークラフトボスミルキープレッソ（2022））
- NTTドコモ　Google pixel 8a （2024）

### 広告
- an（2014年3月24日号） - 表紙
- エア・カナダ（2014年 - ） - 羽田―トロント便 新規就航記念 PR大使就任 エアカナダマン

### 舞台
- マンボウやしろの告別ショー2013『帽子ヲ風ガ』〜何違いない3人〜（2013年7月、銀座博品館劇場） - 三郎 役
- 「MOTHER～特攻の母　鳥濱トメ物語～」（2019年） - 穴井利夫 役
- KERACROSS第四弾「SLAPSTICKS」（2021年） - 喜劇王ロスコー・アーバックル 役

### ラジオ
- はんにゃのオールナイトニッポン（2010年4月13日-2011年3月29日）
- Skyrocket Company（2013年8月20日） - 単発
- ゆうがたパラダイス（2016年4月4日 - 2021年3月15日、NHK-FM） - 月曜日ディスクジョッキー
- 三四郎のオールナイトニッポン（2017年8月 - ニッポン放送）- 不定期出演
- はんにゃ金田のちょいのめり（2020年4月8日〜 エフエム豊橋）- 第2.4週水曜日の番組[11]
- はんにゃ金田哲と四千頭身都築拓紀のオールナイトニッポン (2021年1月8日) - 単発 (三四郎の代理)

### ライブ
- 歴史ライブ〜軍師と足軽〜
  - vol.1（2013年6月）
  - vol.2（2013年8月）
  - vol.3（2013年11月）
  - vol.4（2014年1月）
  - vol.5（2014年2月）
  - vol.6（2014年5月）
- 黒ひげナイト（2014年2月）
- 置き去りナイト（2014年3月）
- 櫻坂46『SAKURAZAKA46 Live，AEON CARD with YOU!Vol.4』（2025年3月19日、幕張イベントホール） - MC。遠山大輔（グランジ）と共演。

### Vシネマ
- 義兄弟（2021年3月）
  - 義兄弟 第二章（2021年5月）

### 配信ドラマ
- 七夕の国（2024年7月4日 - 、ディズニープラススター） - 八木原 役[12]

## 受賞歴
- 2010年 第2回TAMA映画賞 最優秀新進男優賞（『私の優しくない先輩』 不破先輩 役）